# ペドロ・ロドリゲス
ペドロ・ロドリゲス・デ・ラ・ベガ（Pedro Rodríguez de la Vega、1940年1月18日 - 1971年7月11日）は、メキシコのレーシングドライバー。1968年のル・マン24時間レース覇者。

## 人物
F1で2勝を挙げており、2020年にセルジオ・ペレスがサヒールGPで優勝するまでメキシコ人唯一のF1優勝者であった。またスポーツカー・レースでは、フォードで1968年のル・マン24時間レース、1970年・1971年にポルシェでデイトナ24時間レースを制したのをはじめ、F1以上に実績を残した。
弟のリカルドもレーサーであり、2人纏めて「ロドリゲス兄弟」と称されることも多い。

## 経歴

### F1デビューまで
リカルド同様、メキシコ2輪・メキシコ4輪の両方でチャンピオンを獲得している。四輪に転向後の1957年、ペドロはポルシェで、リカルドはフェラーリで四輪の国際舞台レースにデビューした。
1961年、ペドロより先にF1デビューを果たしていたリカルドが、非選手権として行われたメキシコグランプリで事故死。ペドロは一時引退も考えるが、引き続きレース活動を行った。
1962年のセブリング・インターナショナル・レースウェイで行なわれた12時間耐久レースではスターリング・モス、スティーブ・マックイーン、イネス・アイルランドと共にチームを組んで参戦。その前座で行なわれた1000cc以下の車に限定された3時間耐久レースではオースチン・ヒーレースプライトMk.2にも乗っていた。このエピソードは、『カー・SOS 蘇れ!思い出の名車』シーズン3第3話で語られている。
1963年にはロータスからF1デビューを果たす。当初は北米で行われるアメリカグランプリ・メキシコグランプリへのスポット参戦が主であり、1966年終了時までは計8レースしか参戦していなかった。

### F1レギュラー

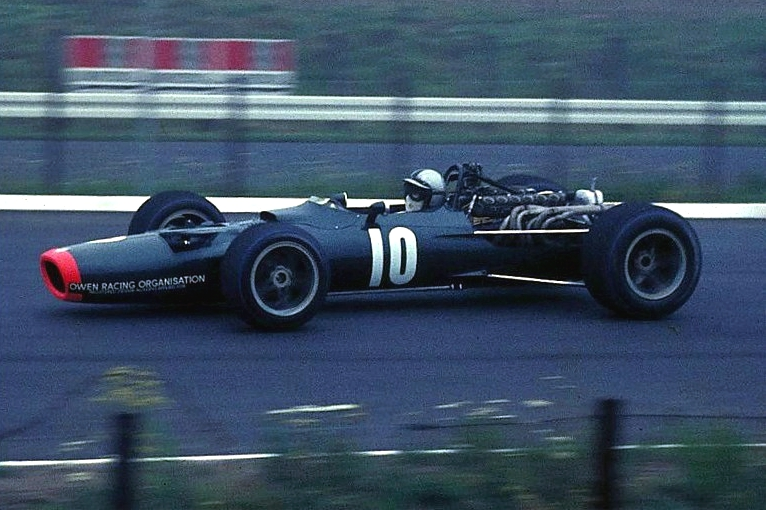
BRM在籍時のロドリゲス（1968年）

1967年、クーパーに招かれたペドロは、開幕戦南アフリカグランプリで初優勝。これ以後、F1でもレギュラーとして活躍するようになる。1968年にはBRMから参戦し、第2戦スペイングランプリでは自身ベストタイとなる予選2位を獲得。第6戦フランスグランプリでは、ファステストラップをマークした。
1969年途中に一旦フェラーリへ移るが、1970年にはBRMに復帰。第4戦ベルギーグランプリでは、クリス・エイモンとの争いを制し、自身2勝目を挙げた。この際の平均速度241km/hは、F1史上2番目となる速さである。また第12戦アメリカグランプリでは、2位表彰台を獲得。
元々、素質面においてリカルドのほうが評価は高く、ペドロは「リカルドの兄」という見方をされることも多かった。しかし1969年頃より再評価を受け、この頃にはF1における勝利、同時期のスポーツカーレースでの活躍等から、ペドロ自身が評価されるようになっていた。1970年以降、F1ではBRM、スポーツカーではポルシェのエースを担った。
1971年も、ペドロはF1において2度の入賞を記録するなど、奮闘していた。

### 事故死
そんな中、ドイツ・ノリスリンクでのヨーロッパ・インターセリエ第4戦「ニュルンベルク200マイル」に参戦。乗り慣れたポルシェ・917ではなく、フェラーリ・512Mを駆ってのものだった。
しかし、レース中にタイヤがバーストしてフェンスに激突し、31歳で他界。

## エピソード
- トップドライバーとなった後も、依頼があればそれがプライベーターからでも参戦した。最期のレースとなったヨーロッパ・インターセリエも、フェラーリのプライベーター仕様であり、1968年には日本CAN-AMにローラから参戦している。
- メキシコグランプリの舞台となったサーキットは、リカルドの死を受け、「リカルド・ロドリゲス・サーキット」と命名されていた。しかし1971年にペドロも他界した後、「エルマノス・ロドリゲス（ロドリゲス兄弟）・サーキット」に改名された。
- デイトナ・スピードウェイには、ペドロの名の付けられたコーナーがある。
- クレイジーケンバンドの楽曲には、兄弟を歌った「ロドリゲス兄弟」がある。

## レース戦績

### F1
| 年     | 所属チーム                    | シャシー | 1       | 2       | 3       | 4       | 5       | 6       | 7       | 8       | 9       | 10      | 11      | 12    | 13    | WDC  | ポイント |
| ------ | ----------------------------- | -------- | ------- | ------- | ------- | ------- | ------- | ------- | ------- | ------- | ------- | ------- | ------- | ----- | ----- | ---- | -------- |
| 1963年 | ロータス                      | 25       | MON     | BEL     | NED     | FRA     | GBR     | GER     | ITA     | USA Ret | MEX Ret | RSA     |         |       |       | NC   | 0        |
| 1964年 | フェラーリ/ノース・アメリカン | 156 Aero | MON     | NED     | BEL     | FRA     | GBR     | GER     | AUT     | ITA     | USA     | MEX 6   |         |       |       | 22位 | 1        |
| 1965年 | フェラーリ/ノース・アメリカン | 1512     | RSA     | MON     | BEL     | FRA     | GBR     | NED     | GER     | ITA     | USA 5   | MEX 7   |         |       |       | 14位 | 2        |
| 1966年 | ロータス                      | 33       | MON     | BEL     | FRA Ret | GBR     | NED     |         |         | USA Ret | MEX Ret |         |         |       |       | NC   | 0        |
| 1966年 | ロータス                      | 44 F2    |         |         |         |         |         | GER Ret | ITA     |         |         |         |         |       |       | NC   | 0        |
| 1967年 | クーパー                      | T81      | RSA 1   | MON 5   | NED Ret | BEL 9   | FRA 6   | GBR 5   | GER 11  | CAN     | ITA     | USA     | MEX 6   |       |       | 6位  | 15       |
| 1968年 | オーウェン                    | P126     | RSA Ret |         |         |         |         |         |         |         |         |         |         |       |       | 6位  | 18       |
| 1968年 | オーウェン                    | P133     |         | ESP Ret | MON Ret | BEL 2   | NED 3   | FRA NC  | GBR Ret | GER 6   |         | CAN 3   | USA Ret | MEX 4 |       | 6位  | 18       |
| 1968年 | オーウェン                    | P138     |         |         |         |         |         |         |         |         | ITA Ret |         |         |       |       | 6位  | 18       |
| 1969年 | BRM/レグ・パーネル            | P126     | RSA Ret | ESP Ret | MON Ret |         |         |         |         |         |         |         |         |       |       | 14位 | 3        |
| 1969年 | フェラーリ                    | 312      |         |         |         | NED DNA | FRA     | GBR Ret | GER     | ITA 6   |         |         |         |       |       | 14位 | 3        |
| 1969年 | フェラーリ/ノース・アメリカン | 312      |         |         |         |         |         |         |         |         | CAN Ret | USA 5   | MEX 7   |       |       | 14位 | 3        |
| 1970年 | BRM                           | P153     | RSA 9   | ESP Ret | MON 6   | BEL 1   | NED 10  | FRA Ret | GBR Ret | GER Ret | AUT 4   | ITA Ret | CAN 4   | USA 2 | MEX 6 | 7位  | 23       |
| 1971年 | BRM                           | P160     | RSA Ret | ESP 4   | MON 9   | NED 2   | FRA Ret | GBR     | GER     | AUT     | ITA     | CAN     | USA     |       |       | 10位 | 9        |

- 太字はポールポジション、斜字はファステストラップ。(key)

### ル・マン24時間レース
| 年     | チーム                               | コ・ドライバー                 | 使用車両                      | クラス | 周回 | 順位 | クラス 順位 |
| ------ | ------------------------------------ | ------------------------------ | ----------------------------- | ------ | ---- | ---- | ----------- |
| 1958年 | ノース・アメリカン・レーシングチーム | ホセ・ベーラ                   | フェラーリ・500 TR58          | S 2.0  | 119  | DNF  | DNF         |
| 1959年 | アウトモビレ・オスカ                 | リカルド・ロドリゲス           | オスカ・スポーツ 750TN        | S 750  | 32   | DNF  | DNF         |
| 1960年 | スクーデリア・フェラーリ SpA         | ルドヴィコ・スカルフィオッティ | フェラーリ・250TRI/60         | S 3.0  | 22   | DNF  | DNF         |
| 1961年 | ノース・アメリカン・レーシングチーム | リカルド・ロドリゲス           | フェラーリ・250TRI/61         | S 3.0  | 305  | DNF  | DNF         |
| 1962年 | SpA フェラーリ SEFAC                 | リカルド・ロドリゲス           | フェラーリ ディーノ・246SP    | E 3.0  | 174  | DNF  | DNF         |
| 1963年 | ノース・アメリカン・レーシングチーム | ロジャー・ペンスキー           | フェラーリ・330 TRI/LM        | P +3.0 | 113  | DNF  | DNF         |
| 1964年 | ノース・アメリカン・レーシングチーム | スキップ・ハドソン             | フェラーリ・330 P             | P 5.0  | 58   | DNF  | DNF         |
| 1965年 | ノース・アメリカン・レーシングチーム | ニーノ・ヴァッカレッラ         | フェラーリ・365 P2/P1         | P 5.0  | 320  | 7位  | 4位         |
| 1966年 | ノース・アメリカン・レーシングチーム | リッチー・ギンサー             | フェラーリ・330 P3 スパイダー | P 5.0  | 151  | DNF  | DNF         |
| 1967年 | ノース・アメリカン・レーシングチーム | ジャンカルロ・バゲッティ       | フェラーリ・330 P3            | P 5.0  | 144  | DNF  | DNF         |
| 1968年 | JWオートモーティヴ・エンジニアリング | ルシアン・ビアンキ             | フォード・GT40 Mk.I           | S 5.0  | 331  | 1位  | 1位         |
| 1969年 | SpA フェラーリ SEFAC                 | デイビット・パイパー           | フェラーリ・312 P クーペ      | P 3.0  | 223  | DNF  | DNF         |
| 1970年 | JWオートモーティヴ・エンジニアリング | レオ・キヌーネン               | ポルシェ・917K                | S 5.0  | 22   | DNF  | DNF         |
| 1971年 | JWオートモーティヴ・エンジニアリング | ジャッキー・オリバー           | ポルシェ・917L                | S 5.0  | 187  | DNF  | DNF         |